# Kristian Algers
Knut Kristian Algers, född 17 mars 1975, är en svensk friidrottare (långdistanslöpare) tävlande för Enhörna IF.
Vid EM i Göteborg 2006 sprang Algers maraton och kom på plats 37 med tiden 2:28:27.

## Personliga rekord
| Utomhus - 3 000 meter – 8:09,95 (Göteborg 1 augusti 2007) - 5 000 meter – 14:00,60 (Merksem, Belgien 25 augusti 2007) - 10 000 meter – 29:33,60 (Västerås 1 augusti 2008) - 10 km landsväg – 30:13 (Stockholm 16 augusti 2008) - Halvmaraton – 1:06:19 (Ostia, Italien 5 mars 2006) - Halvmaraton – 1:06:52 (Göteborg 13 maj 2006) - 30 km landsväg – 1:44:13 (Stockholm 24 september 2011) - Maraton – 2:19:22 (Florens, Italien 27 november 2005) - Maraton – 2:23:14 (Florens, Italien 28 november 2010) - Maraton – 2:28:37 (Göteborg 13 augusti 2006) | Inomhus - 3 000 meter – 8:22,98 (Sätra 1 mars 2003) - 3 000 meter – 8:39,24 (Karlstad 15 januari 1997) |

### Fotnoter
1. ↑  ”Tävlingsårsskiftesövergångar 1 december 2002”. friidrott.se. 7 november 2002. Arkiverad från originalet den 17 juni 2017. https://web.archive.org/web/20170617135914/http://www.friidrott.se/forbundsinfo/overgangar/Arsskifte0203.aspx. Läst 22 april 2017.
2. ↑  ”Stora SM 2007”. trackandfield.se. Arkiverad från originalet den 4 maj 2013. https://archive.is/20130504152109/http://www.proteamonline.se/storage/customers/978/editor/resultat%20sm%20i%20friidrott%202007.html. Läst 19 april 2013.
3. ↑  ”Stora SM 2008, dag 1”. trackandfield.se. http://www.trackandfield.se/Resultat/2008/080801.htm. Läst 20 maj 2013.
4. ↑  Wiger 2006, s. 77.
5. 1 2  Wiger 2006, s. 81.
6. 1 2  Wiger 2006, s. 91.
7. ↑  ”Terräng-SM 2010” (excel). idrottonline.se. Arkiverad från originalet den 8 december 2015. https://web.archive.org/web/20151208063414/http://www1.idrottonline.se/ImageVaultFiles/id_276861/cf_87178/Resultatlista_slutlig.XLS. Läst 10 november 2015.
8. 1 2 3 4 5 6 7 8 9 10  ”Personsida på AllAthletics” (på engelska). all-athletics.com. Arkiverad från originalet den 22 april 2017. https://web.archive.org/web/20170422034723/http://www.all-athletics.com/node/73730. Läst 21 april 2017.
9. ↑  ”European Athletics Championships - Göteborg 2006” (på engelska). european-athletics.org. http://www.european-athletics.org/competitions/european-athletics-championships/history/year=2006/results/index.html. Läst 19 april 2017.
10. 1 2 3 4 5 6 7 8  ”Personsida på European Athletics' webbplats” (på engelska). european-athletics.org. http://www.european-athletics.org/athletes/group=a/athlete=143714-algers-kristian/index.html. Läst 21 april 2017.
11. 1 2 3 4 5 6 7  ”Personsida på ARRS” (på engelska). arrs.net. Arkiverad från originalet den 22 april 2017. https://web.archive.org/web/20170422122642/http://more.arrs.net/runner/21165. Läst 21 april 2017.
12. ↑  ”Personsida på IAAF:s webbplats” (på engelska). iaaf.org. https://www.iaaf.org/athletes/sweden/kristian-algers-227712. Läst 21 april 2017.